# Ace High (film fra 1919)
Ace High er en amerikansk stumfilm fra 1919 af George Holt.

## Medvirkende
- Pete Morrison
- Magda Lane
- Hoot Gibson
- Helene Rosson
- Jack Walters
- Martha Mattox